# Ndeye Maty Sarr
Pour les articles homonymes, voir Sarr.
Ndeye Maty Sarr est une taekwondoïste sénégalaise. 

## Carrière
Ndeye Maty Sarr est médaillée de bronze dans la catégorie des moins de 53 kg aux Championnats d'Afrique de taekwondo 2022 à Kigali ainsi qu'aux Championnats d'Afrique de taekwondo 2023 à Abidjan.